# Totymai járás

A Totymai járás a Vologdai területen

A Totymai járás (oroszul Тотемский муниципальный район) Oroszország egyik járása a Vologdai területen. Székhelye Totyma.

## Népesség
- 1989-ben 27 907 lakosa volt.
- 2002-ben 26 392 lakosa volt, akik főleg oroszok.
- 2010-ben 23 490 lakosa volt, melyből 22 910 orosz, 173 ukrán, 71 fehérorosz, 51 örmény, 34 cigány, 26 tatár, 18 azeri, 3 üzbég stb.